# Domenico Cornacchia
Domenico Cornacchia (* 13. února 1950 Altamura) je italský římskokatolický duchovní a biskup Molfetty-Ruvo-Giovinazzo-Terlizzi.

## Život
Narodil se 13. února 1950 v Altamuře.
Vstoupil do kněžského semináře v Bari a poté do Papežského regionálního semináře v Molfettě. Následně byl přemístěn do Papežského římského většího semináře, kde se na Papežské lateránské univerzitě věnoval studiu teologie a filosofie. Později získal na Papežské teologické fakultě Jižní Itálie doktorát z teologie. Dne 24. dubna 1976 byl biskupem Antoniem D'Erchia vysvěcen na kněze a inkardinován do uzemní prelatury Altamura.
V letech 1976–1993 sloužil ve farnosti Sacro Cuore di Gesù v Altamuře. Mezitím vyučoval náboženství na místním lyceu a byl asistentem mládeže Katolické akce. Od roku 1984 přednášel na Teologické fakultě Apulie a 12 let byl spirituálem semináře v Molfettě. Od roku 2005 sloužil ve farnosti Santissimo Redentore v Altamuře. Byl členem kněžské rady a sboru poradců.
Dne 30. června 2007 jej papež Benedikt XVI. jmenoval biskupem diecéze Lucera-Troia. Biskupské svěcení přijal 22. září z rukou arcibiskupa Giacinta Berloco a spolusvětiteli byli biskup Mario Paciello a biskup Francesco Zerrillo. Dne 15. ledna 2016 byl papežem Františkem ustanoven biskupem Molfetty-Ruvo-Giovinazzo-Terlizzi.